# Hyloscirtus lascinius
Hyloscirtus lascinius är en groddjursart som först beskrevs av Juan A. Rivero 1970.  Hyloscirtus lascinius ingår i släktet Hyloscirtus och familjen lövgrodor. IUCN kategoriserar arten globalt som livskraftig. Inga underarter finns listade i Catalogue of Life.